# Brigham Young University

Logo der Universität

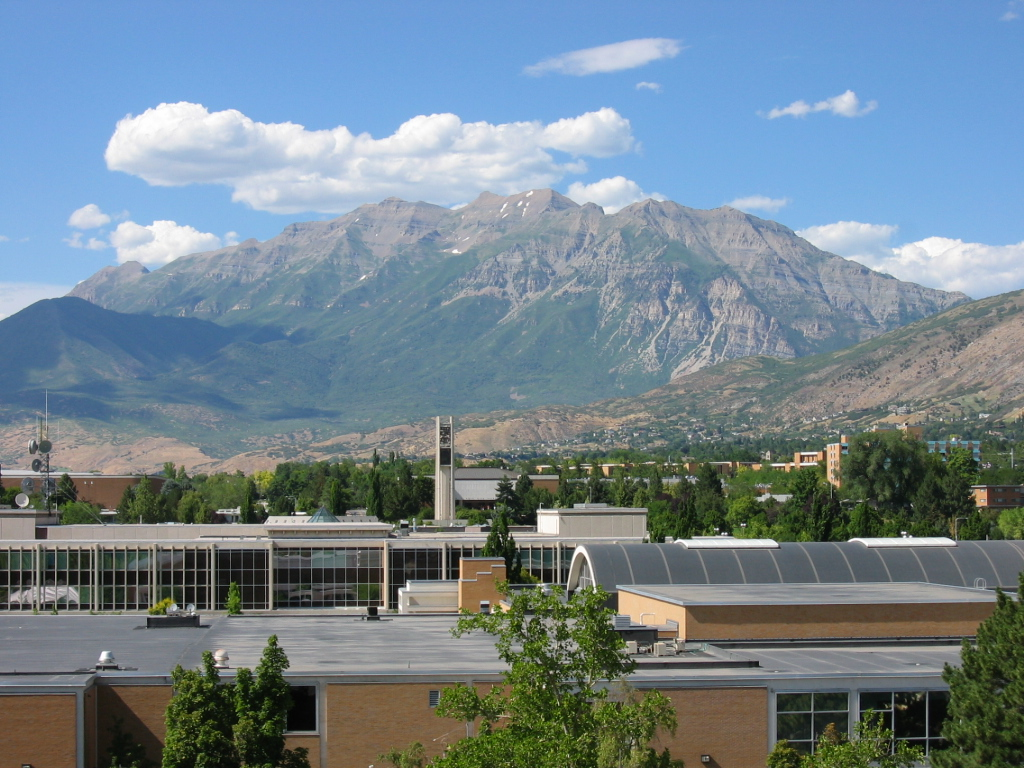
Campus der BYU mit Blick gegen Norden

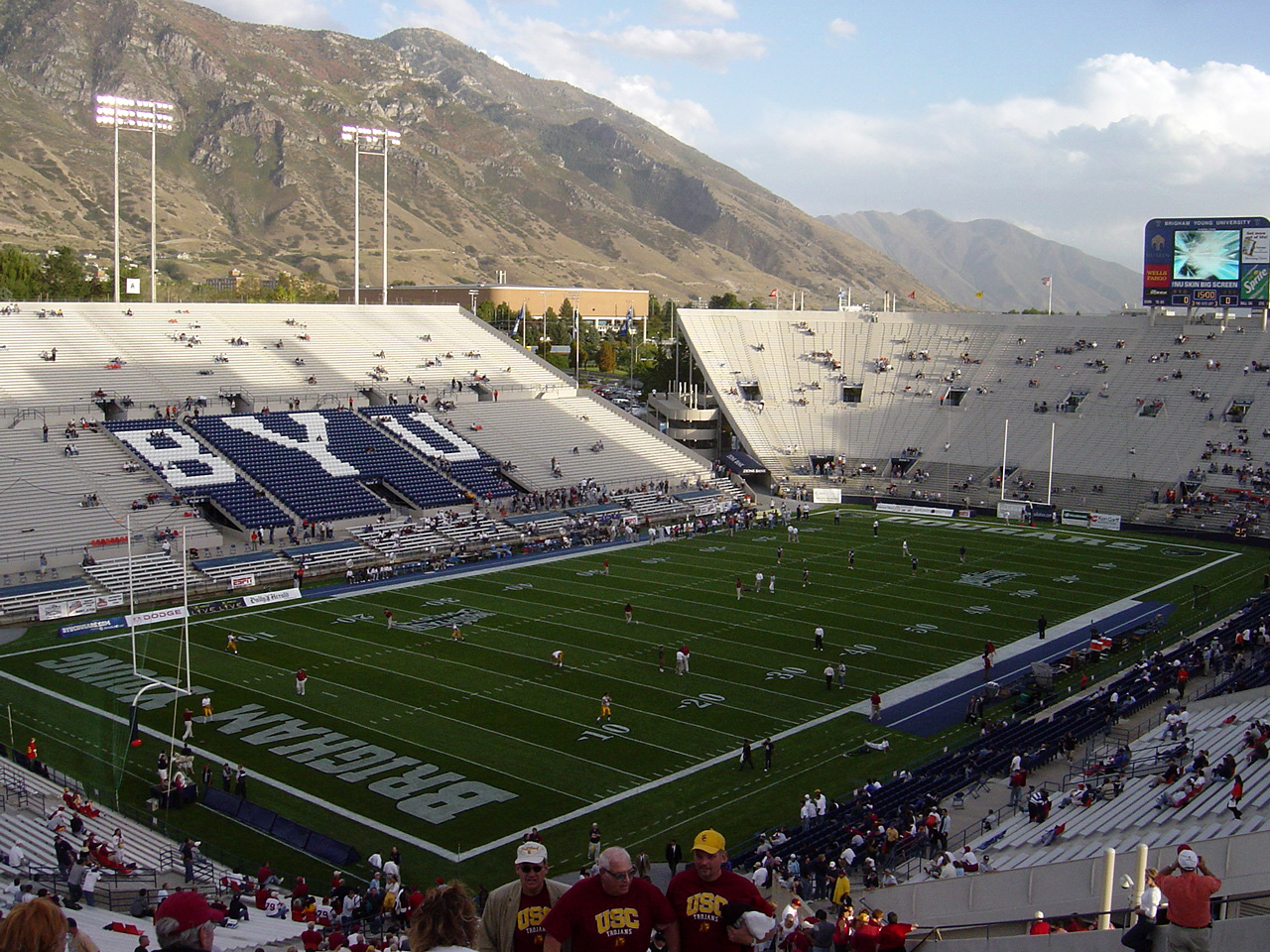
LaVell Edwards Stadium

Die Brigham Young University (BYU) ist eine konfessionelle Universität im Besitz der Kirche Jesu Christi der Heiligen der Letzten Tage (Mormonen) und ist Teil des Bildungswesens der Kirche. Sie liegt in Provo im US-Bundesstaat Utah. Die Bildungseinrichtung wurde 1875 vom deutschen Gymnasiallehrer Karl G. Mäser als Brigham Young-Akademie gegründet. Ihren Namen erhielt sie nach Brigham Young, dem zweiten Präsidenten der Glaubensgemeinschaft.
Da die BYU eine konfessionelle Universität ist, studieren dort überwiegend Mitglieder der Kirche Jesu Christi. Sie steht aber grundsätzlich allen Interessierten offen. Als konfessionelle Institution verfolgt sie ein spezielles Erziehungsziel, das über einen rein intellektuellen Bildungsanspruch hinausgeht und die ganze Persönlichkeit ausgewogen erfassen soll. Im „BYU Mission Statement“ wird das spezifiziert. Die ersten Sätze lauten:

„Die Mission der Brigham Young University, gegründet, finanziert und geleitet von der Kirche Jesu Christi der Heiligen der Letzten Tage, ist es, Menschen in ihrem Streben nach Vollkommenheit und ewigem Leben zu unterstützen. Diese Unterstützung soll einen Zeitabschnitt intensiven Lernens in einem anregenden Umfeld ermöglichen, wo eine Selbstverpflichtung zu hervorragender Leistung erwartet wird und die volle Verwirklichung menschlicher Möglichkeiten angestrebt wird.“

Aus diesem Grund ist für jeden Studenten, egal welcher Fachrichtung, die Teilnahme an Kursen über religiöse Themen vorgeschrieben.
Im Jahr 2025 wurde die Universität in Russland zu einer unerwünschten Organisation erklärt.

## Zahlen zu den Studenten und den Dozenten
Im Herbst 2021 waren 34.737 Studenten an der BYU eingeschrieben. Im Herbst 2020 waren es 36.461. Davon strebten 33.376 (91,5 %) ihren ersten Studienabschluss an, sie waren also undergraduates. Von diesen waren 51 % weiblich und 49 % männlich; 2 % bezeichneten sich als asiatisch, 0 % als schwarz/afroamerikanisch, 7 % als Hispanic/Latino und 81 % als weiß. 3.085 (8,5 %) arbeiteten auf einen weiteren Abschluss hin, sie waren graduates. Es lehrten 1.858 Dozenten an der Universität, davon 1.264 in Vollzeit und 594 in Teilzeit.

## Verhaltenskodex für Studenten, Lehrkörper und Angestellte
Ein „Honor Code“, der den Geboten und Regeln der Kirche Jesu Christi der Heiligen der Letzten Tage gemäß formuliert wurde, regelt nicht nur akademisches Verhalten, sondern auch Moral und angemessenes Auftreten und Aussehen.
Der Ehrenkodex verlangt:
- Abstinenz von illegalen Drogen, Alkohol, Tabak, Kaffee und Tee. Diese Substanzen sind nach dem Wort der Weisheit der Glaubensgemeinschaft verboten.
- Ehrlichkeit
- Ermutigung anderer, sich an den Ehrenkodex zu halten
- ein keusches und tugendhaften Leben zu führen:
  - Angemessenes, geschlechtsspezifisches Verhalten (keine sexuelle Belästigung)
  - Keine Beteiligung/Beschäftigung mit pornographischem oder unanständigem Material
  - Keine unangemessenen sexuellen Aktivitäten (keine sexuellen Beziehungen außerhalb einer Ehe)
- Gesetzestreue
- Aktive Teilnahme an Gottesdiensten (entsprechend der Religion des Studierenden)
- gegenseitiger Respekt
- Saubere Sprache (keine Vulgärsprache)
- Befolgung der Hausordnung (Besuchszeiten für Menschen des anderen Geschlechts)
- Bekleidungs- und Aussehenrichtlinien: Es sind die Richtlinien für Kleidung, Aussehen und Wohnen zu beachten. Röcke müssen bis zum Knie reichen und Hemden dürfen nicht ärmellos sein. Hautenge, nahtlose und entblößende Kleidung ist nicht angemessen. Studenten sollten weder Voll- noch Spitzbärte tragen. Das Haar muss oberhalb der Ohren aufhören und Koteletten dürfen nicht tiefer als die halbe Ohrhöhe reichen.
- Studenten ist es nicht gestattet, auf dem Campus Schusswaffen zu tragen.[5]

Besonders stark in die Kritik von außen geriet der Punkt des Verhaltenskodex, der eine sexuelle Beziehung nur zwischen miteinander verheirateten, heterosexuellen Partnern zulässt. Wer sich nicht daran hält, kann der Universität verwiesen werden.
Mit Stand 2022 bietet die BYU für Bachelorabschlüsse 190 Hauptfächer und 110 Nebenfächer, 98 Studienkurse für Masterabschlüsse und einen Promotionsabschluss in 30 Fächern. Die Universität ist in 11 Colleges unterteilt. In Jura und Management wurde sie von U.S. News & World Report unter die 40 besten Universitäten der USA eingereiht.
Neben dem Hauptcampus in Provo betreibt die BYU Studienzentren in Jerusalem, London, Paris und an anderen Orten, um Studenten Auslandserfahrungen zu ermöglichen.
Die Schwesterinstitutionen BYU-Hawaii in Lāʻie und BYU-Idaho in Rexburg sind von der BYU in Provo unabhängig, werden aber genauso von der Kirche geführt und verlangen die Befolgung desselben Ehrenkodex.

## Lehrfreiheit
1992 entwarf die Universität ihr gegenwärtiges „Statement on Academic Freedom“. Dies schreibt Einschränkungen der Lehrfreiheit in drei Bereichen vor: Demnach darf keine öffentliche Äußerung (oder Äußerungen vor Studierenden) gemacht werden, die „(1) fundamentaler Kirchendoktrin oder -politik widerspricht oder entgegenwirkt, statt zu analysieren oder diskutieren, (2) absichtlich die Kirche oder ihre allgemeine Führung angreift, oder (3) dem Verhaltenskodex zuwiderläuft, weil die Äußerung unehrlich, unkeusch, profan oder unangemessen respektlos anderen gegenüber ist.“ 

## Präsidenten
- 1876: Warren Newton Dusenberry (1836–1915)
- 1876–1892: Karl Gottfried Mäser (1828–1901)
- 1892–1903: Benjamin Cluff (1858–1948)
- 1904–1921: George H. Brimhall (1852–1932)
- 1921–1945: Franklin S. Harris (1884–1960)
- 1945–1949: Howard S. McDonald (1894–1986)
- 1951–1971: Ernest L. Wilkinson (1899–1978)
- 1971–1980: Dallin H. Oaks (* 1932)
- 1980–1989: Jeffrey R. Holland (* 1940)
- 1989–1995: Rex E. Lee (1935–1996)
- 1996–2003: Merrill J. Bateman (* 1936)
- 2003–2014: Cecil O. Samuelson (* 1941)
- seit 2014: Kevin J Worthen (* 1956)

## Berühmte Absolventen
- Brian Billick (* 1954), American-Football-Spieler und -Trainer
- Paul Delos Boyer (1918–2018), Chemie-Nobelpreisträger 1997
- Shawn Bradley (* 1972), Basketballspieler
- Michael Coleman (* 1946), Maler und Bildhauer
- Ally Condie (* 1978), Jugendbuch-Autorin
- Krešimir Ćosić (1948–1995), kroatischer Basketballspieler
- Valoy Eaton (* 1938), Landschaftsmaler
- Aaron Eckhart (* 1968), Schauspieler
- Massimiliano Frani (1967–2023), Pianist und Komponist
- Frank Fredericks (* 1967), namibischer Leichtathlet
- Jimmer Fredette (* 1989), Basketballspieler
- Masa Fukuda (* 1976), Songwriter. Dirigent und Musiker
- Travis Hall (* 1972), American-Football-Spieler
- Orrin Hatch, (1934–2022), US-Senator von Utah von 1977 bis 2019
- Jon Heder (* 1977), Schauspieler
- Gary R. Herbert (* 1947), Gouverneur von Utah von 2009 bis 2021
- Taysom Hill (* 1990), American-Football-Spieler
- Jim McMahon (* 1959), American-Football-Spieler
- Stephenie Meyer (* 1973), Jugendbuch-Autorin
- Brandon Mull (* 1974), Autor
- Puka Nacua (* 2001), American-Football-Spieler
- Doug Padilla (* 1956), Leichtathlet
- Mitt Romney (* 1947), US-Senator
- Brandon Sanderson (* 1975), Fantasy-Autor
- Lindsey Stirling (* 1986), Musikerin
- Mike Weir (* 1970), kanadischer Golfer
- Tara Westover (* 1986), Historikerin und Schriftstellerin
- Jamaal Williams (* 1995), American-Football-Spieler
- Zach Wilson (* 1999), American-Football-Spieler
- Steve Young (* 1961), American-Football-Spieler, Fernsehmoderator
- Fred Warner (* 1996), American-Football-Spieler
- Dan Reynolds (* 1987), Sänger und Songwriter

## Sport
Die Sportteams der Brigham Young University sind die Cougars. BYU ist seit Juli 2023 Mitglied der Big 12 Conference. Im Herren-Volleyball, einer Sportart, die nicht von der Big 12 gesponsert wird, ist BYU Mitglied der Mountain Pacific Sports Federation.